# Roles de género en los pueblos indígenas de América del Norte

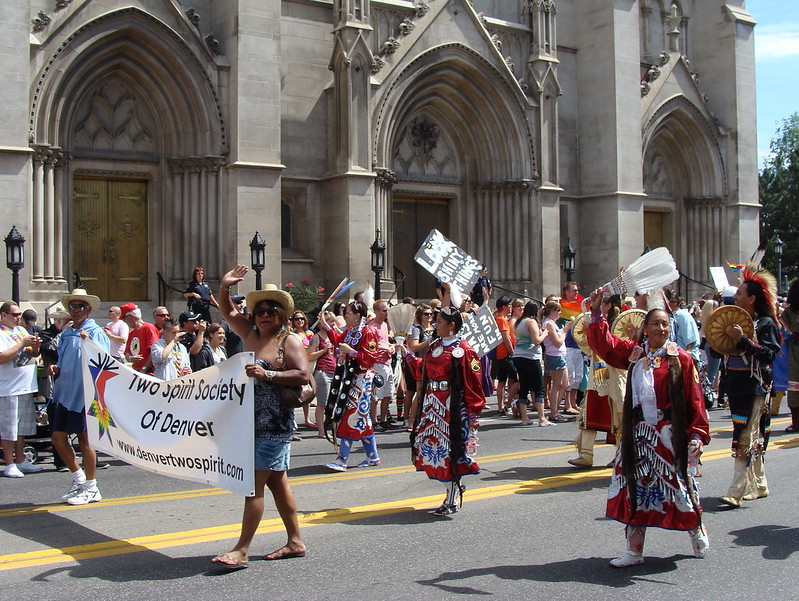
El bloque de la Two Spirit Society de Denver en el PrideFest Denver, 2011

Los roles de género en los pueblos indígenas de los Estados Unidos y las naciones originarias de Canadá tienden a variar mucho según la región y la comunidad. Como ocurre con todas las sociedades de la América precolombina, las tradiciones históricas pueden no reflejar las actitudes contemporáneas. Algunos aspectos de los roles de género de las comunidades indígenas pueden haberse transformado debido a las normas eurocéntricas y patriarcales y la perpetración de una opresión sistemática. En muchas comunidades, estos temas no se discuten con gente que no sea de la propia comunidad.

## Apaches
Los roles de género tradicionales apaches se basan en que tanto hombres como mujeres aprenden la mayoría de las habilidades por igual. Tradicionalmente, todos los niños aprenden a cocinar, seguir huellas, despellejar cuero, coser puntadas, montar a caballo y usar armas. Por lo general, las mujeres recolectan vegetación como frutas, raíces y semillas, y son a menudo quienes preparan la comida. Los hombres usan armas y herramientas para cazar animales como el búfalo. Aunque se espera que las mujeres no participen en la caza, el papel de las madres es fundamental. El rito de paso de las niñas es un evento importante en el que la niña acepta su papel de mujer y es bendecida con una larga vida y fertilidad. Los apaches suelen vivir en hogares matrilocales, es decir, una pareja casada vive con la familia de la esposa.

## Comunidades de los Bosques del Este
Las comunidades de los Bosques del Este (en inglés, «Eastern Woodland») varían ampliamente en cuanto a si dividen el trabajo en función del género. En general, al igual que en las comunidades de las llanuras, las mujeres son propietarias del hogar mientras que el trabajo de los hombres suele implicar más desplazamientos. Los hombres narragansett de las comunidades agrícolas tradicionalmente limpian, cultivan y cosechan los campos, mientras que las mujeres tienen autoridad en el hogar. Entre los lenape, tanto hombres como mujeres participaban en la agricultura y la caza según la edad y habilidad, aunque tradicionalmente las mujeres lideraban el sector de la agricultura y los hombres tenían más responsabilidad respecto a la caza. Independientemente de la forma en la que la comunidad haya obtenido sus alimentos, las mujeres mayores de lenape son las responsables de distribuir estos alimentos. La gestión de la tierra, ya sea utilizada para la caza o la agricultura, también es tradicionalmente responsabilidad de las mujeres lenape.
Históricamente, una serie de normas sociales en las comunidades de los Bosques del Este demuestran un equilibrio de poder entre mujeres y hombres. Tradicionalmente, tanto los hombres como las mujeres deciden con quién casarse, aunque los padres también suelen tener mucha influencia.

## Hopi
Los hopi (en lo que ahora es la Reserva Hopi en el noreste de Arizona) son una comunidad tradicionalmente matriarcal y matrilineal, con roles igualitarios en la comunidad y sin ningún sentido de superioridad o inferioridad basado en el sexo o el género. Tanto las mujeres como los hombres han participado tradicionalmente en la política y la gestión comunitaria, aunque la colonización ha traído influencias patriarcales que han provocado cambios en las estructuras tradicionales y en el estatus anteriormente más elevado de las mujeres. Sin embargo, incluso con estos cambios, las estructuras matrilineales todavía permanecen junto con el papel central de las madres y las abuelas en la estructura de la familia, el hogar y el clan.

## Haudenosaunee/Iroqueses
El mito de la creación iroqués sostiene que antes de que se creara el mundo, existía una isla flotante en el cielo en la que vivía la Gente del Cielo. Entre ellos vivía una Mujer del Cielo embarazada que iba a dar a luz a gemelos. Su marido se enojó al descubrir que estaban esperando gemelos y la empujó fuera de la isla flotante, donde aterrizó en la espalda de una tortuga gigante que en algún momento creció y se convirtió en el continente de América del Norte, al que la Mujer del Cielo y sus hijos luego le dieron vida humana. Este mito central, que atribuye la creación del mundo a una mujer y no a un hombre es único e informa sobre la importancia espiritual y filosófica de las mujeres dentro del pueblo iroqués precolonial.
Antes del colonialismo, la Confederación Iroquese/Haudenosaunee (las comunidades Onondaga, Mohawk, Seneca, Cayuga, Oneida y Tuscarora) tenía una estructura socioeconómica y familiar matriarcal. Las mujeres poseían sus propios bienes y pertenencias, y los hijos eran considerados descendientes en la línea de su madre y no en la de su padre. Tras el matrimonio, el hombre se mudaba a la casa familiar de la mujer, donde él y sus futuros hijos se convertirían en miembros del clan de la mujer. En caso de separación de los padres o de muerte de la madre, los hijos quedaban bajo la custodia de la madre o del clan sobreviviente de la madre en caso de su muerte. Además, después del matrimonio las esposas tenían derecho a divorciarse de sus maridos ordenándoles que abandonaran su hogar en cualquier momento y por cualquier motivo, independientemente de los hijos o las propiedades compartidas.
En el siglo XVII, las mujeres iroquesas llevaron a cabo lo que se cree que fue la primera rebelión feminista en los Estados Unidos. Anteriormente, los hombres iroqueses tenían la responsabilidad exclusiva de decidir cuándo declarar la guerra a las naciones rivales. Las mujeres iroquesas, que querían tener voz y voto en la declaración de guerra, boicotearon las relaciones sexuales y la crianza de los hijos. Su plan fue eficaz porque se creía que las mujeres poseían el secreto de la creación de vida, un acto muy venerado. Además, como las mujeres cultivaban y cosechaban para sus tribus, restringieron el acceso que los guerreros necesitaban a alimentos y ropa para la batalla. La rebelión fue efectiva y a partir de entonces a las mujeres iroquesas se les concedió el poder de vetar la participación de la tribu en la guerra.
Las mujeres iroquesas precoloniales también ejercían un alto nivel de autonomía corporal. La condición femenina era respetada como sagrada, y la violación y otros actos de violencia contra la mujer eran raros en las sociedades indígenas. Además, las mujeres tenían control total sobre si deseaban tener hijos, cuándo y cómo.
Las mujeres, como cabezas de familia, también tenían la autoridad de decidir si sus hijos irían o no a la guerra. Sólo las madres tenían el poder de obligar a sus hijos a luchar en una guerra si sentían que servía a la comunidad, o de prohibirles luchar si desaprobaban la guerra, lo que consolidaba aún más el poder de las mujeres en los esfuerzos militares.
Además, las mujeres controlaban la economía de sus respectivas naciones mediante el cultivo y la distribución de alimentos y otros recursos. Las mujeres iroquesas eran reconocidas por sus contribuciones agrícolas y su creatividad durante todo el año en ceremonias en las que principalmente se celebraba la fertilidad de la tierra y las cosechas, un dominio principalmente femenino. Aunque los iroqueses no practicaban la propiedad de la tierra de la misma manera que sus sucesores coloniales, se entendía que la tierra estaba en manos de mujeres. La Gran Ley de Paz de la Confederación Iroquesa, formada en el siglo XV, dictaba que cuando una mujer iroquesa utilizaba un terreno para vivir o cultivar, éste era respetado como su propiedad y, si se mudaba, otra mujer era libre de usar la tierra.
Las mujeres establecían y mantenían la cultura de sus tribus definiendo las prácticas políticas, sociales y espirituales. Las mujeres iroquesas también eran responsables de nominar y regular a los sachems (jefes) masculinos para garantizar que cumplieran adecuadamente con sus responsabilidades hacia la nación. Además, el poder político estaba compartido entre todos los miembros de la respectiva nación, y las mujeres tenían derecho a voto junto con los hombres.
Las mujeres iroquesas y su poder dentro de sus comunidades también inspiraron posteriores movimientos poscoloniales por los derechos de las mujeres en los Estados Unidos. El movimiento por el sufragio femenino entre los estadounidenses blancos comenzó en Seneca Falls en 1848, parte del territorio de la Confederación Iroquesa. Las primeras líderes del movimiento por el sufragio femenino, Elizabeth Cady Stanton y Matilda Joslyn Gage, citaron específicamente la igualdad de derechos de las mujeres iroquesas a participar en su gobierno como inspiración para su movimiento. Además, utilizaron a las mujeres iroquesas como ejemplo para refutar las nociones de que la subordinación de las mujeres blancas no era natural ni justa, y utilizaron su sociedad para demostrar la verdadera democracia en acción.

## Kalapuya

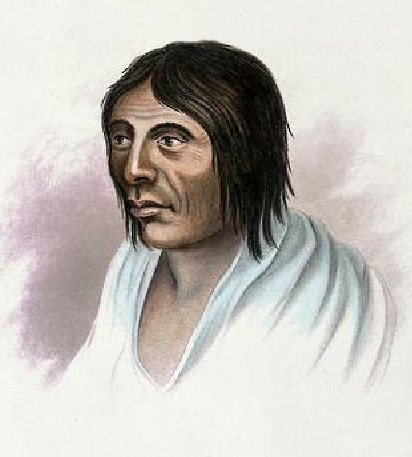
Hombre de kalapuya del actual valle de Willamette, Oregón, EE. UU.; alrededor de 1840, por Alfred Thomas Agate

Los kalapuya tenían una sociedad patriarcal formada por bandas o aldeas, generalmente dirigidas en la vida social y política por un líder o grupo de líderes masculinos. El líder principal era generalmente el hombre con mayor riqueza. Si bien existían líderes femeninas, era más común que una mujer adquiriera ese estatus en el liderazgo espiritual. Las comunidades kalapuya generalmente estaban formadas por familias extensas de hombres emparentados, sus esposas e hijos. Los líderes ceremoniales podían ser hombres o mujeres, y el poder espiritual se consideraba más valioso que la riqueza material. Como tal, los líderes espirituales eran a menudo más influyentes que los líderes políticos.
Los hombres kalapuya generalmente cazaban mientras las mujeres y los niños pequeños recolectaban alimentos y establecían campamentos. Como la mayoría de la dieta de los kalapuya consistía en alimentos recolectados, las mujeres proporcionaban la mayor parte del sustento. Las mujeres también estaban a cargo de la preparación, conservación y almacenamiento de alimentos. Los alimentos que cazaban los hombres generalmente consistían en ciervos, alces y peces de los ríos del Valle de Willamette, entre ellos el salmón y la anguila. Entre las plantas recolectadas se encontraban la sagittaria, semillas de madiae, avellanas y, especialmente, camassias. Las mujeres cocinaban los bulbos de camassia para elaborar un pan parecido a una torta.
Las mujeres participaban en la vida comunitaria y expresaban sus opiniones individuales. Cuando un hombre quería casarse con una mujer, tenía que pagarle un precio por la novia a su padre. Si un hombre se acostaba con la esposa de otro hombre o la violaba, estaba obligado a pagarle el precio de la esposa al marido. Si no lo hacía, le hacían un corte en el brazo o en la cara. Si el hombre podía pagar el precio, podía tomar a la mujer para ser su esposa.
En la cultura kalapuya existían diferentes tipos de género. John B. Hudson recuerda a una persona espiritual kalapuya llamada Ci'mxin en sus entrevistas de los Textos Kalapuya:

Decían: “Es un hombre (en cuerpo), ha cambiado a una mujer (en vestimenta y forma de vida). Pero no es una mujer (en cuerpo). Se dice que fue su poder espiritual el que le dijo: ‘Tú te convertirás en mujer. Siempre deberás vestir tu ropa (de mujer) como las mujeres. Así es como debes actuar siempre.’”
Melville Jacobs

Tras la llegada de los europeos al Valle de Willamette y la creación de la Reserva Grand Ronde y de los internados como la Escuela India Chemawa, a los niños del Pueblo Kalapuya se les enseñó y adaptó a los roles binarios de género típicos de los europeos.

## Inuit

### Arvilingjuarmiut
Los arvilingjuarmiut, también conocidos como los netsilik, son inuit que viven principalmente en Kugaaruk y Gjoa Haven, Nunavut, Canadá. Siguen la tradición de kipijuituq, que hace referencia a los casos en los que bebés que biológicamente se podrían considerar varones, eran criados como mujeres. A menudo, la decisión de que un bebé se convirtiera en Kipijuituq se dejaba en manos de los abuelos, basándose en las reacciones del bebé en el útero. Los niños elegirían posteriormente su respectivo género en la pubertad, tras pasar por un rito de iniciación que incluía la caza de animales. Un concepto similar es el de sipiniq de las áreas de Igloolik y Nunavik.

### Aranu'tiq
Los aranu'tiq pertenecen a una categoría de género fluida entre los Chugach, un pueblo alutiiq de Alaska que no se ajusta ni a categorías masculinas ni femeninas. Su expresión de género es fluida y los niños suelen vestir una combinación de ropa masculina y femenina. Los bebés recién nacidos no son considerados nuevos humanos, sino más bien como tarnina o inuusia, nombres que hacen referencia a su alma, personalidad o color, y reciben el nombre de un pariente fallecido mayor como una forma de reencarnación, ya que la relación entre el niño y los demás continuaría como con la del fallecido.

## Navajo
Al igual que otras culturas indígenas, las niñas navajas participan en una ceremonia de rito de paso que celebra su transformación a mujer. Este evento está marcado por nuevas experiencias y roles dentro de la comunidad. Descrito como kinaaldá, el ritual tiene lugar durante cuatro días, durante el primer o segundo período menstrual de la persona. La razón de esto está profundamente arraigada en las creencias sobrenaturales de los navajos y los mitos de su creación.
Los valores navajos enfatizan lo masculino y lo femenino, a pesar de que el ritual se centra en los roles de género femenino. Históricamente, se registra que las culturas navajas respetaban la autonomía de las mujeres y su igualdad con los hombres en la tribu en múltiples ámbitos de la vida dentro de su sociedad. Por el contrario, el discurso primario en la sociedad occidental respecto a la pubertad de las niñas se asocia con la discreción, con una experiencia privada por temor a la vergüenza y la incomodidad con respecto a la menstruación y los cambios corporales.
El tercer rol de género de los najavo, nádleehi (que significa «persona que se transforma» o «persona que cambia»), más allá de los límites de definición de género angloamericanos contemporáneos, es parte de la sociedad de la Nación Navajo, un rol cultural que encaja dentro del paraguas de «dos espíritus». Hosteen Klah, artista del siglo XIX a quien se conoce por su tejeduría y pinturas de arena, es nádleehi.

## Nez percé
Durante el período colonial inicial, las comunidades Nez percé tendían a tener roles de género específicos. Los hombres eran responsables de la producción de equipos utilizados para la caza, la pesca y la protección de sus comunidades, así como de llevar a cabo estas actividades. Los hombres constituían los órganos de gobierno de las aldeas, que estaban compuestos por un consejo y un jefe.
Las mujeres nez percé eran responsables del mantenimiento del hogar, lo que incluía la producción de herramientas útiles para el hogar. La cosecha de plantas medicinales estaba a cargo de las mujeres de la comunidad debido a sus amplios conocimientos. La comida la cosechaban tanto mujeres como niños. Las mujeres también participaban regularmente en la política, pero debido a sus responsabilidades con sus familias y las reuniones de medicina, no ocupaban cargos públicos. El conocimiento crítico sobre su cultura y tradiciones era transmitido por todos los ancianos de la comunidad. 

## Ojibwa
Históricamente, la mayoría de las culturas ojibwa creen que los hombres y las mujeres suelen ser aptos para tareas específicas. La caza solía considerarse una tarea de hombres, y se celebraban festines con la primera presa como un honor para los cazadores. La recolección de plantas silvestres era con mayor frecuencia una actividad femenina; sin embargo, estas tareas a menudo se superponían, pues hombres y mujeres trabajaban en el mismo proyecto pero con diferentes responsabilidades. Aunque la caza en sí era comúnmente una tarea masculina, las mujeres también participan construyendo cabañas, procesando pieles para convertirlas en prendas de vestir y secando carne. En la cultura ojibwa contemporánea, todos los miembros de la comunidad participan en este trabajo, independientemente del género.
La cosecha de arroz silvestre (en ojibwa: manoomin) la realizan todos los miembros de la comunidad, aunque a menudo las mujeres arrojan los granos de arroz a la canoa mientras los hombres reman y dirigen la canoa a través de los juncos. Para las mujeres ojibwa, la cosecha de arroz silvestre puede ser especialmente significativa, ya que tradicionalmente ha sido una oportunidad para expresar su autonomía:

La cosecha de arroz silvestre era la expresión más visible de la autonomía de las mujeres en la sociedad ojibwa. La recolección y el procesamiento del arroz constituían una actividad económica importante para las mujeres, quienes, dentro de sus comunidades, afirmaban derechos previos sobre el arroz y un derecho legal al uso de los lechos de arroz silvestre en ríos y lagos a través de esta práctica. Las ideas ojibwa sobre la propiedad no estaban basadas en el patriarcado, como en las tradiciones jurídicas europeas. Por lo tanto, cuando los primeros viajeros y colonos observaban a mujeres indígenas trabajando, necesitaban realizar un cambio de paradigma para comprender que, para los ojibwa, el agua era un espacio con significados de género, donde la responsabilidad ceremonial de las mujeres respecto al agua derivaba de estas tradiciones legales y prácticas económicas relacionadas.
Brenda J. Child

Mientras que los ojibwa cosechaban arroz silvestre en canoa, ahora tanto hombres como mujeres se turnan para golpear los granos de arroz.
Tanto los hombres como las mujeres ojibwa crean arte con cuentas y música, y mantienen las tradiciones de la narración de cuentos y la medicina tradicional. En lo que respecta a la vestimenta, las mujeres ojibwa históricamente han usado vestidos de piel con leggings y mocasines, mientras que los hombres usan leggings y taparrabos. Después de que el comercio con los colonos europeos se hiciera más frecuente, los ojibwa comenzaron a adoptar características de la vestimenta europea.

## Siux
Los pueblos Lakota, Dakota y Nakota, además de otros pueblos de habla siouan como los Omaha y los Ponca, son patriarcales o patrilineales e históricamente han tenido roles de género muy definidos. En estas tribus el liderazgo hereditario pasa a través de la línea masculina, mientras que los hijos se considera que pertenecen al padre y su clan. Si una mujer se casa fuera de la tribu ya no se la considera parte de ella y sus hijos compartirían la etnia y la cultura de su padre.En el siglo XIX, los hombres solían cosechar arroz silvestre, mientras que las mujeres cosechaban todos los demás cereales. Los winkte son una categoría social en la cultura Lakota, compuesta por personas de sexo masculino que adoptan la vestimenta, el trabajo y los modales que la cultura Lakota generalmente considera femeninos. Por lo general, los winkte son homosexuales, y en ocasiones esta palabra también se usa para referirse a hombres homosexuales sin variante de género.